# Histoire de la langue italienne
 (novembre 2023).
- Si vous ne connaissez pas le sujet, laissez ce bandeau (vous pouvez alors contacter les auteurs).
- Si vous supprimez le contenu mis en cause (vous pouvez préalablement contacter les auteurs),

argumentez précisément cette suppression dans la page de discussion
(un manque de référence n'est pas un argument ; une recherche réelle de référence doit avoir été effectuée, être formellement documentée).
L'histoire de la langue italienne prend naissance au cœur du Moyen Âge et se poursuit jusqu'à nos jours. L’italien fait partie de la famille des langues romanes, issues du latin, et est apparu comme langue écrite au début du XIVe siècle. Il est principalement parlé en Italie, mais il existe une importante communauté italophone expatriée à travers le monde.
L'italien possède la particularité de s'être d’abord propagé comme langue de culture, notamment dans les domaines de la poésie et de l'opéra, avant de devenir en 1861 la langue officielle lors de l'unification de l'Italie. De Dante Alighieri à Alessandro Manzoni, les écrivains jouèrent un rôle essentiel dans la formation de la langue italienne, qui s'enracine dans le dialecte toscan.

## Origine et formation

### Racines latines
Le latin fut, avec le grec, l’un des deux grands idiomes véhiculaires de l’Empire romain. Il existait une certaine standardisation de la langue à l’écrit ; en raison de l’immensité du territoire impérial, cette homogénéité ne se retrouvait pas à l’oral. Lors de la chute de l’empire, au Ve siècle, on se trouva donc en présence d’une multitude de parlers vulgaires issus du latin, dont quelques-uns survivront et évolueront pour donner les langues romanes actuelles. Le latin conservera quant à lui un rôle de première importance à travers l’Europe, au moins jusqu'au XVIIIe siècle, en tant que langue scientifique et religieuse.

### Influences linguistiques sur le toscan et les langues romanes
Avant le développement de la République romaine, c'est l'étrusque qui était parlé en Toscane et dans le nord du Latium. Bien que cette langue ait disparu au profit du latin, elle a peut-être influencé le toscan (en tant que substrat), mais la durée entre la disparition de l'étrusque et l'apparition d'une langue toscane basée sur le latin est trop importante pour en avoir une idée précise. Toutefois l'étrusque a influencé le latin en tant qu'adstrat : l'alphabet étrusque ayant servi de base à l'alphabet latin et certains mots usuels sont d'origine étrusque.
Avec plusieurs siècles de domination romaine, beaucoup de régions d'Europe occidentale et centrale parlaient le  bas latin, qui est devenu la souche de nombreuses langues européennes et en a influencé beaucoup d'autres.

### Premières affirmations du vulgaire
« En France, l’unité politique a promu l’unité linguistique alors qu’en Italie, l’unité linguistique a promu l’unité politique » (Bruno Migliorini)
Au début du XIIIe siècle, de nombreux dialectes cohabitaient en terre italienne (lombard, vénitien, ligure, toscan, sicilien, sarde…) sans qu'aucun d'entre eux ne parvienne à s'imposer comme langue écrite au côté du latin. À titre de comparaison, en France, deux littératures romanes s’étaient déjà affirmées avec les poésies et chansons des troubadours au sud (langue d’oc), et dans l'est lyonnais (arpitan) et des trouvères au nord (langue d'oïl). Le retard des cours italiennes en ce domaine s’explique par le manque d’unité politique de la péninsule, et par une plus forte influence de l’Église, qui s’appuyait sur le latin.
Si l'on excepte les poésies de saint François d'Assise en dialecte ombrien (1225), c'est en Sicile qu'eut lieu la première émergence d'une langue vernaculaire comme moyen d'expression littéraire. Fortement influencés par les troubadours, les poètes de la cour de Frédéric II choisirent de s'exprimer dans un sicilien raffiné plutôt qu'en occitan, et créèrent la forme du sonnet. Si la mort de Frédéric II en 1250 annonce le déclin de cette école sicilienne, son héritage poétique fut diffusé, traduit, adapté, notamment en Italie du nord et en Toscane, et donnera naissance à l'important courant du dolce stil novo. Le « nouveau style doux », mélodieux et délicat, reprenait sur la métrique sicilienne et en dialecte florentin les thématiques de l'amour courtois. En quête d'une expression noble et recherchée, les stilnovistes (Guido Cavalcanti, Dante Alighieri, Dino Frescobaldi, etc.) utilisèrent la langue vulgaire toscane, lui offrant ainsi un premier retentissement au-delà de son aire géographique d'origine.

### Les «trois couronnes» et le succès du toscan littéraire
Au cours du XIVe siècle, dans une Italie morcelée en plusieurs États et fragmentée en de nombreux dialectes, trois œuvres majeures d'écrivains florentins imposèrent le toscan comme langue littéraire : la Divine Comédie de Dante, le Canzoniere de Pétrarque et le Décaméron de Boccace.

#### Première couronne
Auteur de plusieurs traités en latin, Dante Alighieri est comme le premier théoricien du vulgaire (De vulgari eloquentia, écrit en latin vers 1303), qu'il utilisa afin d'être compris même par un public ignorant le latin. Il introduisit l'idée d'une langue italienne cardinale, aussi illustre que ce dernier et capable d'exprimer son idéal littéraire. Dante soutenait que le vulgaire pouvait traiter de tous les sujets, de toutes les façons, ce que démontre son œuvre. Le Convivio fut ainsi un des premiers essais rédigés en italien alors que les poèmes de la Vita Nuova sont reliés par des chapitres en prose. Quant à l’écriture de la Comedia (1307 - 1321), œuvre poétique de portée universelle, elle traduisait aussi la volonté de stabiliser le vulgaire, pour à la fois l'anoblir et le rendre commun à l'ensemble des Italiens. Comme aucun dialecte ne lui semblait assez complet en l'état pour remplir ce rôle, Dante conserva sa langue maternelle toscane, mais l'enrichit d'apports latins, provençaux, français ou dialectaux, en intégrant au besoin des expressions réalistes et populaires.

#### Deuxième couronne
Admirateur de Cicéron, de Sénèque et de Virgile, Pétrarque écrivit en latin ses œuvres qu'il estimait les plus sérieuses comme Africa (vers 1340), ainsi que sa correspondance. Il employa néanmoins le toscan pour son Canzoniere, recueil de poèmes composés le plus souvent en sonnets et consacrés à sa passion pour Laure. Œuvre charnière dans l'histoire de la poésie amoureuse, l'influence du Canzonière est considérable et durable, non seulement vis-à-vis de la majorité des poètes italiens (de Boiardo à Leopardi), mais également en France sur le mouvement de la Pléiade (XVIe siècle). L'impact du pétrarquisme (it) sur les madrigaux du XVIe siècle et sur les textes des premiers livrets d'opéra est également important. Le vulgaire utilisé par Pétrarque, marqué par le stilnovisme et très sélectif quant au vocabulaire, est souvent considéré plus « pur » que celui de Dante lors du débat sur la « question de la langue (it) ».

#### Troisième couronne
Boccace signa avec le Décaméron (1348-53) la première œuvre narrative majeure en prose vulgaire, après le précédent notable du Novellino, recueil anonyme de petits récits d'inspiration courtoise datant de la seconde moitié du XIIIe siècle. La prose toscane accusait donc un retard certain sur la poésie. Outre l'omniprésence du latin (documents administratifs, comptables, juridiques; écrits scientifiques, philosophiques, théologiques…), il fallait aussi faire face à la concurrence du français, dont le Livre de Marco Polo, écrit dans cette langue en 1298, restait une manifestation. Le contexte social du Décaméron est très varié, toutes les couches de la société y sont décrites et les dialogues retranscrivent le toscan parlé, mettant ainsi en évidence le fossé le séparant déjà de la langue littéraire. Sur le plan formel, outre l'importance donnée à la ponctuation (virgule, point virgule, point d'interrogation), plusieurs traits de style de Boccace utilisés pour marquer une transition dans le récit sont durablement repris, notamment les expressions adunque, allora et avvenne che.

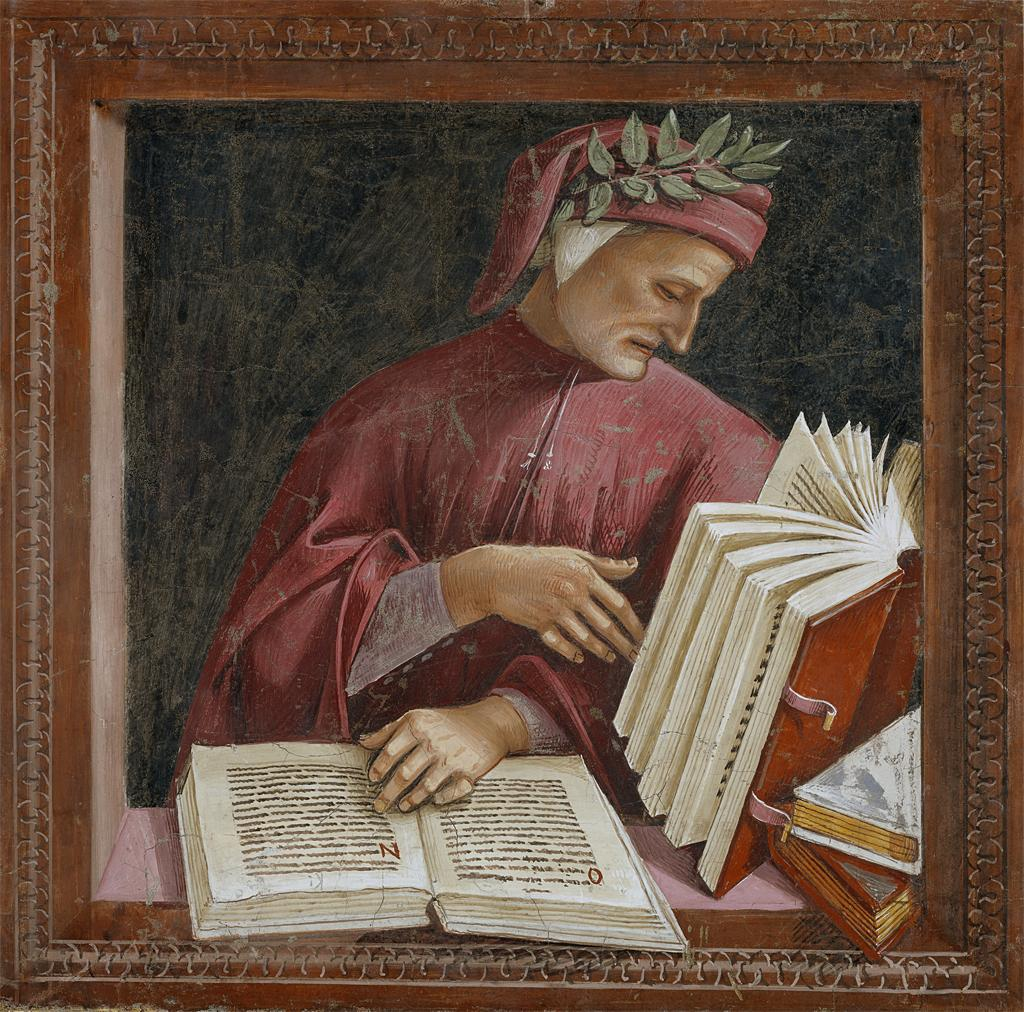
Dante.
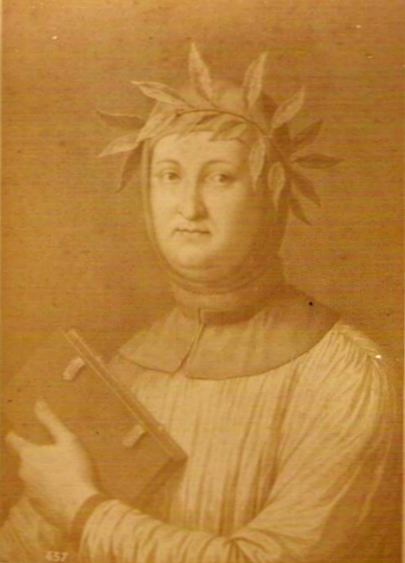
Pétrarque.
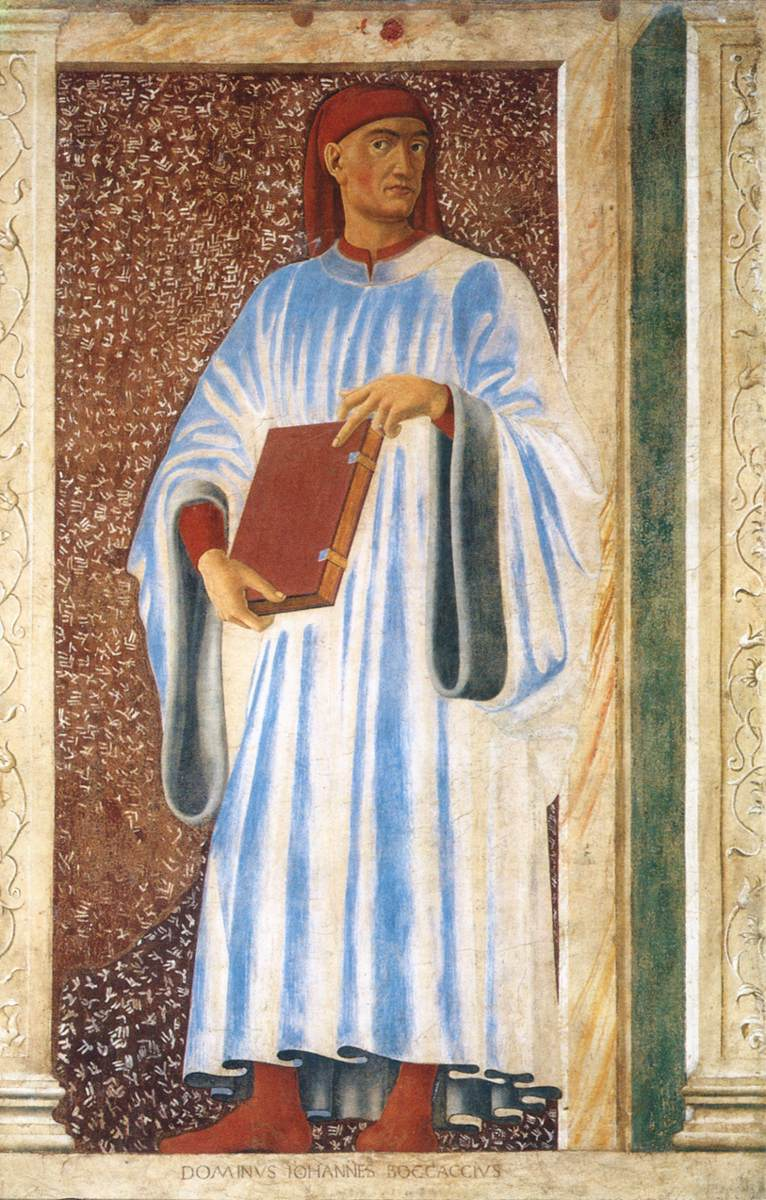
Boccace.

| Texte original | Adaptation en italien moderne | traduction française |
| --- | --- | --- |
| Ma già vicini al fiume pervenuti, gli venner prima che ad alcun vedute sopra la riva di quello ben dodici gru, le quali tutte in un piè dimoravano, si come quando dormono soglion fare. Per che egli prestamente mostratele a Currado, disse : — Assai bene potete, messer, vedere che iersera vi dissi il vero, che le gru non hanno se non una coscia e un piè, se voi riguardate a quelle che colà stanno. | Ma quando già erano arrivati al fiume, gli capitò di vedere prima di ogni altro sulla riva ben dodici gru, che stavano tutte ritte su una zampa così come usano fare quando dormono ; perciò egli le mostrò subito a Corrado e disse : — Signore, se guardate quelle gru che stanno là, potete vedere chiaramente che ieri sera vi ho detto la verità, che le gru cioè hanno solo una coscia e una zampa | Arrivés assez près du ruisseau, il fut le premier à en voir une douzaine, toutes appuyées sur un pied, comme elles font ordinairement quand elles dorment. Il les montre aussitôt à son maître, en lui disant : — Voyez donc, monsieur, si ce que je vous disais hier au soir n’est pas vrai : regardez ces grues, et voyez si elles ont plus d’une jambe et d’une cuisse. |

(traduction française de Sabatier de Castres)
En dehors de cette suprématie sur le plan littéraire, d'autres facteurs jouèrent en faveur d'une diffusion du toscan :
- le rayonnement de Florence, véritable puissance artistique, économique et commerciale entre les XIIIe et XVIe siècles ;
- la situation géographique de la Toscane, au centre de l'Italie ;
- sur le plan linguistique, le toscan florentin demeure plus proche du latin que les autres parlers vernaculaires. De plus, il occupe en tant que dialecte central-méridional une position médiane entre les dialectes du sud (sicilien, napolitain) et septentrionaux (lombard, vénitien).

## Évolution depuis leXVIesiècle

### Première description
La première description de la langue italienne a eu lieu avec la publication en 1509 du dictionnaire d'Ambrogio Calepino dans quatre langues : hébreu, grec, latin, et italien. La langue italienne a ainsi bénéficié d'un dictionnaire avant la langue française, celle-ci n'ayant obtenu son propre dictionnaire français-latin qu'en 1539 avec Robert Estienne. Cela révèle l'avance culturelle qu'avait l'Italie sur le reste de l'Europe au cours de la Renaissance.
En 1612, l’Accademia della Crusca publia le Vocabolario qui fut le premier dictionnaire de la langue italienne (82 ans avant la première édition du Dictionnaire de l’Académie française) et qui servit d’exemple lexicographique pour les langues française,  espagnole,  allemande et  anglaise.
Dans son Traité sur la langue toscane (1643), Benedetto Buonmattei posa les bases de la linguistique italienne, et Marcantonio Mambelli de Forlì (1582-1644), plus connu sous le nom académique de Cinonio, écrivit de très estimables Observations sur la langue italienne (1644-1685) où il est traité par ordre alphabétique du verbe et des particules.

### Prééminence de l'italien à la Renaissance
La langue française a beaucoup emprunté à l'italien à partir de la Renaissance. On estime que le nombre de mots français d'origine italienne est de près de 700, ce qui fait de l'italien aujourd'hui la seconde langue d'emprunt après l'anglais (plus de 1000 emprunts). Mais les emprunts ont été beaucoup plus nombreux, beaucoup ayant été oubliés.
Les emprunts ont été facilités par la présence à la cour de France de personnages comme Catherine de Médicis, Marie de Médicis, ou le cardinal de Mazarin, mais aussi par les contacts lors des guerres d'Italie au début du XVIe siècle.